# Balla Imre (pap)
Balla Imre (1730 körül – 1799 áprilisa után) unitárius lelkész.

## Élete
Erdélyi székely származású volt. Tanult a kolozsvári unitárius kollégiumban; 1750. május 29-én ment Ürmösre tanítónak; 1760. június 14-én szentelték fel korondi papnak; 1772. január 18-án Korondról Ádámosra, innen 1776. január 20-án Szindre rendelték; 1799 áprilisában mint bágyoni pap nyugalomba vonult.

## Munkái
Tréfás elméjű bölcs Diogenes filosofusnak historiája, magyar versekbe foglaltatott az olvasóknak kedvekért. Kolozsvár, 1782.
Kézirati munkái: De divinis miraculis. Onomatographia biblica ordine alphabetico digesta. Arithmographia biblica, az az a bibliai számoknak leirása.